# Serturnera glauca
Serturnera glauca är en amarantväxtart som beskrevs av Carl Friedrich Philipp von Martius. Serturnera glauca ingår i släktet Serturnera och familjen amarantväxter. Inga underarter finns listade i Catalogue of Life.